# Фигейреду, Жаксон ди
Жаксон ди Фигейре́ду Мартинс (порт. Jackson de Figueiredo Martins; 9 октября 1891 — 4 ноября 1928) — бразильский юрист, журналист, политический деятель, религиозный философ и консервативный католический интеллектуал.

## Биография
Жаксон (Жексон) де Фигейреду был известным интеллектуалом и журналистом в Бразилии. В 1909 году он начал академическое обучение на юридическом факультете в Салвадоре. В 1913 году он завершил своё образование и в следующем году уехал жить в Рио-де-Жанейро. Вдохновившись пастырским письмом епископа Олинды Себастиана да Силвейра Синтра от 1916 года, он обратился в католицизм и присоединился к движению «Католическое действие» в 1918 году.
Его обращение произвело сенсацию и стало ориентиром для бразильских католических мирян. Это также стало решающим толчком для формирования консервативного политического католицизма в Бразилии. С этим намерением и при поддержке епископа Леме да Силвейра в 1922 году он учредил Centro Dom Vital, названный в честь покойного епископа Олинды Витала Гонсалвеша Марии де Оливейра. За год до этого, в 1921 Фигейреду основал журнал «Орден» («A Ordem», 1921), ставший оплотом реакции. На его полосах автор выступал против коммунизма и либерализма своего времени — равно как и демократии в принципе, отвергая необходимость всеобщего избирательного права. С таких позиций разрабатывал доктрину «спасения» мира от «разлагающего его социализма и иконоборческого большевизма».
Философские взгляды Фигейреду сложились под влиянием христианского спиритуализма Раймунду ди Фариаса Бриту. Последнему посвящена и одни из главных работ Фигейреду — «Некоторые размышления о философии Фариаса Бриту» (Algumas reflexões sôbre a philosophia de Farias Brito, 1916) и «Социальный вопрос в философии Фариаса Бриту» (1919). Ещё один влиятельный труд автора — «Паскаль и волнения современности» (1922).
Фигейреду умер в 1928 году в Рио-де-Жанейро, но его влияние пережило своего создателя и в конечном итоге привело к основанию в 1932 году Избирательной католической лиги как католического представительства в Учредительном собрании, которое созвал президент Жетулиу Варгас.

## Сочинения
- 1913: Xavier Marques
- 1915: Rosa Garcia
- 1916: Algumas Reflexoes sobre a Filosofia de Farias Brito
- 1919: A Social Questão na Filosofia de Farias Brito
- 1921: Do nacionalismo na Hora Presente
- 1921: Afirmações
- 1921: A ReAction do Bom Senso
- 1922: Auta de Sousa
- 1924: Pascal ea Inquietação Moderna
- 1924: Literatura Reacionária
- 1924: A Coluna de Fogo
- 1925: Durval de Morais e os Poetas de Nossa Senhora